# The Root of All Evil?
The Root of All Evil? (bra: A Raiz de Todo o Mal?) é um documentário britânico feito para a televisão, escrito e apresentado por Richard Dawkins, que tem como foco demonstrar a prescindibilidade das religiões, evidenciando possíveis vantagens para a humanidade advindas de sua inexistência. O documentário foi exibido pela primeira vez em janeiro de 2006 na televisão inglesa, em dois episódios de 45 minutos cada. O título dado ao documentário não era o preferido por Dawkins, mas foi mantido pela emissora (Channel 4) para criar certa controvérsia.

## Críticas
Richard Dawkins, em artigo publicado no New Statesman, afirmou que a correspondência recebido pelo Channel 4 (emissora responsável pela produção e exibição do documentário) lhe era favorável numa razão de dois para um. Jornalistas, incluindo Howard Jacobson, acusaram Dawkins de dar voz a extremistas, afirmação que Dawkins refutou, asseverando que nenhum dos maiores líderes religiosos do Reino Unido concordaram em participar do documentário. Dawkins também foi criticado pelo teólogo Keith Ward, pela suposta visão simplista acerca das religiões apresentada pelo documentário. Mas uma apreciação veio de The Independent "Nós nunca precisamos de Richard Dawkins mais do que agora".